# Laurie R. King
Laurie R. King (född 1952) är en amerikansk deckarförfattare. Hon skriver feministiska deckare. Martinelli-serien handlar om polisen Kate Martinelli, som är lesbisk. Mary Russell-serien är ett slags Sherlock Holmes-pastischer. Den unga amerikanska Mary Russell löser kriminalgåtor tillsammans med den pensionerade Sherlock Holmes.

## Verk översatta till svenska
- Martinelli-serien:
  - Farlig begåvning, 1994 (A grave talent)
  - En helig dåre, 1996 (To play the fool)
  - Med barn, 1997 (With child)

- Mary Russell-serien:
  - Drottningfällan, 1995 (The beekeeper's apprentice)
  - Det monstruösa kvinnoregementet, 1997 (A monstrous regiment of women)